# Single European Sky

Karte der funktionalen Luftraumblöcke (FABs) im SES
NEFAB
FAB DK-SE
FAB UK-IRL
Baltic FAB
FABEC
FAB CE
SW FAB
Danube FAB
Blue Med

Single European Sky (SES; englisch für ‚einheitlicher europäischer Luftraum‘) beschreibt die Anstrengungen der Europäischen Kommission ab Ende der 1990er Jahre, den europäischen Luftraum unter dem Gesichtspunkt der Optimierung der Verkehrsströme neu zu strukturieren und dabei dessen Zersplitterung durch nationale Landesgrenzen und Interessen aufzulösen, u. a. indem eine begrenzte Anzahl von funktionalen Luftraumblöcken (engl. Functional Airspace Blocks, FABs) geschaffen wurden.

## Ausgangssituation
In Europa fügten sich verschiedene Systeme zu einem stark zersplitterten Flickenteppich zusammen und erschwerten eine moderne und kundenorientierte Flugsicherung. Die Flugsicherung wurde in Europa von etwa 50 Flugverkehrskontrollstellen, einigen hundert Anflugskontrollstellen und Kontrolltürmen in über 650 Sektoren überwacht, deren Grenzverläufe oft den Ländergrenzen entsprachen und dadurch in ihrer Funktionalität eingeschränkt waren: Beim Einfliegen in einen neuen Sektor muss ein Pilot die Funkfrequenz ändern und zum nächsten Fluglotsen Kontakt aufnehmen. Er brauchte grünes Licht von allen betroffenen Behörden, die dem Flugzeug Flugroute und Flughöhe vorschreiben. Abhängig von den Prozeduren, wie eine Zone zu durchfliegen sei und meteorologischen Zuständen änderten sich Flugrichtung, Fluggeschwindigkeit und Flughöhe fortlaufend. Der Wechsel von einem Sektor in den nächsten funktionierte auf Grundlage umfassender Vereinbarungen zwischen den Kontrollzentren.
Eng verbunden mit der geographischen Fragmentierung war das verschachtelte Kontrollsystem der Luftraumüberwachung. 1999 gab es noch 41 nationale Flugsicherungen, die sich um die Überwachung der jeweiligen Lufthoheit kümmerten. Selbst wenn es drei Jahre später, im Jahr 2002, nur noch 17 Flugsicherungen waren, verursachten immer noch 27 verschiedene Flugsicherungssysteme einen häufigen Wechsel der zuständigen Flugkontrollzentren. Im Vergleich mit anderen Flugsicherungssystemen der Welt fiel auf, dass Europa in Sachen Reibungslosigkeit und damit verbundener Pünktlichkeit, Kosteneffizienz, Produktivität und Sicherheit schlecht abschnitt. Obwohl beispielsweise die USA doppelt so viele Flüge abwickelten wie Europa, gab es dort 74 Prozent weniger Verspätungen und bei geringeren Flugsicherungskosten. Der Vergleich zwischen Amerika und Europa ist mit Vorsicht zu genießen, da sowohl die Struktur des Luftverkehrs, die Arbeitsbedingungen der Fluglotsen sowie die zugrunde gelegte Finanzierung sehr unterschiedlich sind.
Hatten sich Anfang des Jahrtausends noch sehr hohe Verspätungen den Luftverkehr geprägt, verbesserte sich diese Situation Anfang der 2010er-Jahre deutlich, unter anderem auch aufgrund eines zunehmend stagnierenden Luftverkehrsaufkommens. So berichtete EUROCONTROL, dass 2012 der beste berichtete Kapazitätswert erzielt worden sei. Der Anteil der flugsicherungsbedingten Verspätungen in Europa lag 2012 bei rund 8 %, für 54 % der primär entstandenen Verspätungsminuten waren die Fluggesellschaften verantwortlich. EUROCONTROL rechnete in den Jahren 2012 bis 2019 mit einer Zunahme der Flugbewegungen in Europa um insgesamt rund 17 %, also knapp 3 % pro Jahr.
Jeder Flugsicherungsdienstleister arbeitete in seinen rechtlichen und behördlichen Rahmenbedingungen mit nationalen Luftraumregelungen und Ablaufprozeduren, dadurch gab es auseinander klaffende Leistungen in Sachen Luftsicherheit, Kapazität und Kosteneffizienz. Das unterschiedliche Sicherheitsniveau der einzelnen Kontrollzentren wurde als Problem angesehen. Nur ein Drittel der EU-Mitgliedsstaaten konnte zufriedenstellende Unfall-Berichte veröffentlichen, die eine wichtige Grundlage für jedes Sicherheitsmanagement darstellen. Im globalen Vergleich müssen selbst die flächengrößten EU-Mitglieder zwar nur sehr wenig Luftraum, dafür jedoch umso mehr Flüge kontrollieren.
Die Fragmentierung des europäischen Luftraums erzeugte überhöhte Kosten, nach Schätzungen von Eurocontrol, der 1963 von sechs EU-Mitgliedern gegründeten europäischen Organisation zur Entwicklung eines übergangslosen, paneuropäischen Flugsicherungssystems, beliefen sich die aufgrund von Zersplitterung und Ineffizienz entstehenden Kosten auf etwa eine Milliarde Euro pro Jahr. Dazu kämen hohe Unterhaltungskosten für die Flugsicherungszentren, die durch Rationalisierung der einzelnen Kontrollstellen erheblich gesenkt werden könnten.
Ein weiterer Punkt war die Unflexibilität in Sachen Verwaltung der einzelnen Kontrollzentren. Jedes Zentrum muss ständig mit einem Team von Fluglotsen besetzt sein, die zwei bis vier Jahre brauchen, um in einer akzeptablen Zahl von Sektoren einsetzbar zu sein. Das mündet in geringe Produktivität, wobei auf eine Flugsicherungsstunde je nach Umständen in der jeweiligen Flugverkehrskontrollstelle im Durchschnitt 0,1 bis 1,6 Flugstunden kommen. Dazu kommt eine übermäßige Vielfältigkeit interner Verwaltungssysteme wie Betriebssystemen oder Programmiersprachen. Des Weiteren wirkt sich die Situation hemmend auf die Entwicklung neuer Technologien aus. Das Luftverkehrsmanagement war in den 2000er-Jahren in Europa vergleichsweise ein Nischenmarkt, sodass Flugzeugausrüster wenig Motivation hatten, neue Technologien zu entwickeln, und stattdessen auf maßgeschneiderte Systeme setzten.

## Programm

### Rahmenbedingungen
Die Europäische Gemeinschaft erkannte das Problem der Fragmentierung des europäischen Luftraums in den späten 1990er Jahren. Bis Oktober 2001 erarbeitete eine von der Kommission eingesetzte Gruppe hochrangiger Vertreter militärischer und ziviler Flugsicherungsstellen – die High Level Group – zusammen mit Vertretern der Branche und der Gewerkschaften ein Paket von Vorschlägen zum Flugverkehrsmanagement. Es wurde ein Masterplan erstellt, der die vorzunehmenden Schritte aufzeigte.
Das Projekt wurde dabei in drei Arbeitsphasen eingeteilt. Von 2005 bis 2008 wurde von einer „Definitionsphase“ gesprochen. Dort wurde ermittelt, welchen Anforderungen das Projekt gerecht werden muss. Es wurde geprüft, welche Maßnahmen ergriffen werden müssen, um die ermittelten Anforderungen zu erreichen. Von 2008 bis 2013 schloss sich die „Entwicklungsphase“ an. Darin wurden unter anderem die konkreten Schritte festgelegt, die zur Umsetzung des Projekts notwendig sind. Weiterhin wurden die rechtlichen Grundlagen für die Umsetzung dieser Schritte vorbereitet. Von 2014 bis 2020 sollte die „Umsetzungsphase“ die Planungen umsetzen und damit einen „Single European Sky“ schaffen. Die Planung bis Ende 2008 wird in der folgenden Grafik veranschaulicht.

Zeitleiste des Single European Sky-Vorhabens

Im Jahr 2002 trat die Europäische Kommission Eurocontrol bei, damit die Umsetzung des gemeinsamen Projektes „Single European Sky“ effizienter erfolgen konnte. Bis zu diesem Zeitpunkt befasste sich Eurocontrol bereits mit dem Thema, hatte aber keine Berechtigungen zur Rechtsetzung oder Anwendung von Sanktionen. Im darauf folgenden Jahr wurde von diesen beiden Partnern ein Vertrag über ihre Kooperation unterzeichnet.
Als Ziele des Projekts wurden die Verbesserung der Sicherheitsstandards, die Erhöhung der Kapazität, die Minimierung von Verspätungen und die Schaffung rechtlicher Rahmenbedingungen festgesteckt. Verkehrsströme sollen optimiert und eine bessere Kompatibilität der technischen Systeme erreicht werden. Dazu mussten auch einheitliche Fluglotsenlizenzen eingeführt werden. Der Flugverkehr solle sich stärker an der Nachfrage und nicht an nationalen Grenzen orientieren. Die Einflussgebiete der Flugsicherung sollen vergrößert werden, um die Effizienz zu erhöhen. Zudem sollen militärische Belange berücksichtigt werden.

### Verordnungen
Bevor konkrete Rechtsnormen konstruiert werden konnten, mussten sich alle Beteiligten auf „Spielregeln“ einigen. Zunächst sollten alle Parteien angehört werden. Ein Ausschuss tritt danach, so die Idee, mit Wirtschaft und Gesellschaft in einen Dialog. Dieser Ausschuss setzt sich aus jeweils zwei Vertretern jedes Mitgliedsstaates und einem Vertreter der Kommission zusammen, der den Vorsitz führt.
Damit das Projekt kontrollierbar bleibt, hat die Kommission regelmäßig Berichte vorzulegen, Eurocontrol hilft bei der Leistungsüberprüfung. Den ersten Bericht hat die Kommission im Jahr 2007 auf der Grundlage einer von Eurocontrol gegründeten Arbeitsgruppe, der Performance Review Commission, erarbeiteten Gutachtens vorgelegt. Wird der aufzustellende Zeitplan nicht eingehalten oder arbeitet Eurocontrol nicht zufriedenstellend, kann die Kommission Alternativmaßnahmen ergreifen. Zur Beratung der Kommission wird der Industry Consultation Body gegründet. Die Industrie kann damit Know-how beisteuern und ihre Meinung bezüglich des Zeitplans, der Zusammenarbeit und verschiedener Abläufe darstellen. In den Ländern werden nationale Aufsichtsbehörden eingerichtet, die unabhängig gegenüber Flugsicherungsorganisationen sein sollten.

Die ICAO macht Vorgaben, die in den Verordnungen berücksichtigt werden müssen.

Nachdem diese Vorbereitungen getroffen waren, wurde im März 2004 ein Paket von Vorschlägen verabschiedet, das neben einer Rahmenverordnung zur Schaffung des einheitlichen europäischen Luftraums drei weitere Verordnungen über die Erbringen von Flugsicherungsdiensten, die Ordnung und Nutzung des Luftraumes und die Interoperabilität des Flugverkehrsmanagementnetzes enthält. Diese Vorschläge haben regulativen Charakter. In dieser Rahmenverordnung wird die Bedeutung des Eintritts der Gemeinschaft in Eurocontrol unterstrichen. Überschneidungen könnten so vermieden und Konzepte abgestimmt werden. Synergieeffekte würden genutzt. Der einheitliche Luftraum soll in Einklang mit den Verpflichtungen, die sich aus dieser Mitgliedschaft ergeben, geschaffen werden. Auch die Vorgaben der Internationalen Zivilluftfahrt-Organisation ICAO werden berücksichtigt.
In der Verordnung über die Erbringung von Flugsicherungsdiensten wurden gemeinsame Regeln für die Ausführung dieser Dienste festgehalten. Um die Qualität der Dienste zu sichern, wird ein einheitliches Zertifizierungssystem geschaffen. Diese Zeugnisse mit Rechten und Pflichten werden durch eine nationale Aufsichtsbehörde ausgegeben und regelmäßig kontrolliert.
Flugsicherungsorganisationen dürfen mit geprüften Dienstleistern zusammenarbeiten, haben dies aber der nationalen Aufsichtsbehörde mitzuteilen. Betrifft die Zusammenarbeit einen Wetterdienst, sind die Mitgliedstaaten in Kenntnis zu setzen. Betrifft es Flugverkehrsdienste wie Fluginformationsdienste, Flugalarmdienste, Flugverkehrsberatungsdienste, Flugverkehrskontrolldienste, Bezirks-, Anflug- oder Flugplatzkontrolldienste, wird der Staat informiert. Für die Erbringung von Flugverkehrsdiensten haben die Mitgliedstaaten zu sorgen und der Kommission ihre Entscheidungen mitzuteilen. Wählt ein Staat einen nicht zertifizierten Flugsicherungsdienst, sollen ebenfalls die Kommission und die Mitgliedstaaten unterrichtet werden. Den nationalen Aufsichtsbehörden wird zudem die Aufgabe zugewiesen, die Sicherheit und Effizienz der Flugsicherungsorganisationen zu überwachen und Inspektionen durchzuführen. Sie sind dazu angehalten, länderübergreifend zusammenzuarbeiten. Die nationalen Aufsichtsbehörden können außerdem anerkannte Organisationen bestimmen und mit Inspektionsaufgaben beauftragen, wenn die Organisation die im Anhang der Verordnung niedergeschriebenen Anforderungen erfüllt.
Zur finanziellen Kontrolle werden von Mitgliedstaaten Behörden ernannt. Sie prüfen die Rechnungslegung der Dienstleister. Flugsicherungsorganisationen legen einen jährlichen Geschäftsbericht vor. Die Verordnung enthält des Weiteren Regelungen zur Erhebung und Nutzung von Gebühren, die für den Luftraumnutzer anfallen.
Die Verordnung über die Ordnung und Nutzung des Luftraums hat zum Ziel, einen stärker integriert betriebenen Luftraum zu schaffen und durch die Festlegung gemeinsamer Verfahren in Sachen Gestaltung, Planung und Verwaltung die Sicherheit und Effizienz des Flugverkehrsmanagements zu sichern. Ein Anliegen dieser Verordnung ist die Schaffung eines einzigen europäischen Fluginformationsgebietes für den oberen Luftraum (EUIR), der weitere europäische Staaten beinhalten und durch die ICAO anerkannt werden soll. Die Grenze zwischen dem unteren und oberen Luftraum wird bei 8700 Metern festgelegt. Durch gemeinsame Festlegungen können grenzübergreifende Kontrollbereiche neu festgelegt werden. Der obere Luftraum soll in funktionelle Luftraumblöcke umgestaltet werden.
Zur Schaffung funktioneller Luftraumblöcke standen zwei Ansätze zur Diskussion. Obwohl das Europäische Parlament einen Top-Down-Ansatz vorschlug, bei dem die Entwicklung hin zum „Single European Sky“ zentral von der Europäischen Gemeinschaft koordiniert werden sollte, einigte es sich mit dem Europäischen Rat auf das Bottom-up-Verfahren. Dabei sind die Mitgliedstaaten der EU laut Artikel 5 der Luftraum-Verordnung dafür verantwortlich, funktionelle Luftraumblöcke einzurichten. Es stehen ihnen die Mittel der politischen und ökonomischen Unterstützung zur Verfügung.
Für die Bildung eines funktionalen Luftblocks gelten verschiedene Kriterien. Sicherheitsanalysen müssen durchgeführt, Kosten-Nutzen-Analysen aufgestellt werden, eine reibungslose Übergabe der Zuständigkeit muss gewährleistet sein. Die Strukturen des oberen und unteren Luftraums müssen miteinander vereinbar sein. Des Weiteren äußert sich die Verordnung zur Einrichtung von Sektoren im oberen Luftraum und zur flexiblen Luftraumnutzung (engl. Flexible Use of Airspace, FUA), bei dem die Aufteilung des Raumes in zivile und militärische Bereiche vermieden werden soll.
Die Verordnung über die Interoperabilität des Flugverkehrsmanagementnetzes verfolgt das Ziel, die Kompatibilität der Systeme, Komponenten und Verfahren zu gewährleisten und die koordinierte Einführung neuer Technologien sicherzustellen. Dabei sollen alle sich im Betrieb befindlichen Systeme die im Anhang der Verordnung festgehaltenen Bestimmungen bis 2011 erfüllen. Neue Systeme sollen seit Oktober 2005 bereits den neuen Standards folgen. Bei diesen Bestimmungen handelt es sich um Festlegungen in den Bereichen nahtloser Betrieb, Unterstützung neuer Betriebskonzepte, Sicherheit, Koordinierung zwischen zivilen und militärischen Stellen, Umweltbelange, Grundsätze für die Logikarchitektur der Systeme und Grundsätze der Systemauslegung.
Die Flugsicherungsorganisationen überprüfen die Systeme bezüglich der Einhaltung der Anforderungen in Bezug auf die Interoperabilität und stellen EG-Prüferklärungen aus, die sie der nationalen Aufsichtsbehörde vorlegen. Diese haben das Recht bei Nichteinhaltung der Vorschriften ein System zu beschränken oder zu verbieten. Ist dies notwendig, muss der Mitgliedstaat eine Begründung an die Kommission schicken, die dann nach Konsultation der Beteiligten prüft, ob das Verbot oder die Einschränkung gerechtfertigt ist. Sollte dies der Fall sein, unterrichtet sie alle Mitgliedstaaten. Ist dies nicht der Fall, bittet sie den betreffenden Staat um Rücknahme. Im April 2006 folgt eine Richtlinie, mit der gemeinsame Standards in der Ausbildung und Zulassungsvoraussetzung für Fluglotsen eingeführt werden.
Ein weiterer Schritt zur Vereinheitlichung des Luftraums erfolgt im Mai 2006 mit der Verordnung über die Luftraumklassifizierung für Sichtflüge. Oberhalb der Flugfläche 195, also ab sechs Kilometern, wird der Luftraum als Luftraumklasse C eingestuft, wobei die Einteilung von A bis G Auskunft über die Kontrolle der Luftraumabschnitte gibt. Für VFR-Flüge, also Flüge nach Sichtflugregeln bringt diese Verordnung eine Vereinfachung, ausländische Piloten können die Regelungen besser durchschauen.

### Functional Airspace Blocks
Die Einrichtung funktionaler Luftraumblöcke – so genannte Functional Airspace Blocks oder FABs – war Bestandteil des ersten SES-Verordnungspakets von 2004. Nach Zielsetzung der Europäischen Kommission sollten sie den Staaten ermöglichen, effizienter mit ihren Nachbarn zusammenzuarbeiten und die Verkehrsflüsse in ihrem jeweiligen Luftraum nach den Bedürfnissen der Luftraumnutzer frei von rein nationalstaatlichen Kriterien zu organisieren.
Heute existieren neun FABs, welche nahezu den gesamten europäischen Luftraum sowie einige Lufträume Nordafrikas umfassen. Der größte von ihnen ist der am 2. Dezember 2010 gegründete FAB Europe Central (FABEC). Er vereinigt die Lufträume von Belgien, Deutschland, Frankreich, Luxemburg, den Niederlanden sowie der Schweiz. 55 Prozent des europäischen Luftverkehrs wird im FABEC abgewickelt. Die Koordination zwischen den verschiedenen FABs wird vermehrt über „InterFAB“-Initiativen gewährleistet, um den Gedanken eines nahtlosen Netzwerkes besser zu verwirklichen.
Ein wesentlicher Vorteil der FAB-Struktur ist, dass sie den Flugsicherungsbehörden und den von ihnen getrennten staatlichen Aufsichtsorganen eine Plattform für die Lösung von regionalen und internationalen Problemen bietet. Dies ermöglicht eine zunehmende Anzahl von operationellen Projekten in einem gesamtheitlichen und kooperativen Ansatz. Davon sollen vor allem die Nutzer des Luftraums in Form von kürzeren Flugrouten und die Bürger der EU durch reduzierte Umweltbelastung und erhöhte Flugeffizienz profitieren. Eine Herausforderung in der Implementierung bilden strukturelle, rechtliche, finanzielle und kulturelle Unterschiede der einzelnen ANSPs innerhalb der FABs. Beispielsweise orientieren sich die Grenzen der Luftraumblöcke an jenen der koordinierten Staaten. Gleichwohl orientieren sich die Sektoren nach den Verkehrsströmen.

## SES in Deutschland
Die Umsetzung der Grundsätze des SES obliegt in Deutschland im Wesentlichen dem Bundesaufsichtsamt für Flugsicherung. Dabei agiert Deutschland in enger Zusammenarbeit mit den Partnern im FABEC, aber gerade auch im Bereich der Aufsicht auch auf Basis bilateraler Abkommen mit einer Vielzahl anderer Staaten.

## Sonstiges
Die Aschewolke des Vulkans Eyjafjallajökull veranlasste 2010 das Luftfahrt-Bundesamt, den deutschen Luftraum für den Flugverkehr zu sperren.
Auf europäischer Ebene galten und gelten aber weniger strenge Richtlinien; Eurocontrol und das Vulkanasche-Zentrum in London haben als Grenzwert 4 mg Asche pro Kubikmeter Luft.
Dies und der Ausbruch des Vulkans Grimsvötn in Island im Mai 2011 machten der Öffentlichkeit erneut bewusst, dass wichtige Kompetenzen im europäischen Luftraum nach wie vor zersplittert sind.